# Bateria Ratier
A Bateria da Ilha Ratier, ou simplesmente Bateria Ratier, era um Bunker elevado que existiu na ilha da Laje, na cidade e estado do Rio de Janeiro, no Brasil construída pelos invasores franceses e depois reaproveitada pelo exército da coroa portuguesa.

## História
Trata-se de uma bateria erguida no lado direito pelo interior da barra da baía de Guanabara, sobre "Le Ratier rocher" (o "rochedo da ratoeira", atual Ilha da Laje), uma pedra chata com as dimensões aproximadas de 100 metros de comprimento por 60 de largura, na guarnição do estabelecimento da França Antártica (1555-1567), pelo invasor Francês Nicolas Durand de Villegagnon (1510-1571), e que teve efêmera duração.
Encontra-se descrita em uma das cartas do piloto Nicolas Barré:
"No meio da referida entrada (que deve ter meia légua de largo) existe uma rocha de 100 pés de comprimento por 60 de largura onde se levantou um forte de madeira. Ali assentou parte de sua artilharia para impedir que os inimigos viessem incomodá-lo." ("Discours de Nicolas Barré sur la navigation du Chevalier de Villegagnon en Amérique". Paris: Martin, le Jeune, 1557.)
O franciscano André Thevet, integrante da primeira expedição francesa, e que aqui permaneceu de novembro de 1555 a janeiro de 1556, descreveu a tentativa de ocupação deste rochedo, e definiu o número de peças nele instalado na ocasião (novembro de 1555), confundindo-a, entretanto, com a Ilha de Villegagnon:
"E como [o rochedo] se encontrava muito perto da entrada, aí instalamos duas peças de artilharia e alguns falconetes. Mas o mar transbordou um dia tão violentamente que jogou a artilharia e as balas para cima do alto do rochedo e Deus sabe o esforço que fizemos para tirá-las daí. Os brasileiros deram a esta ilha nome de Villegagnon." ("La cosmographie universelle", 1571, p. 908. apud LÉRY, 1972:68)
O calvinista Jean de Léry, que integrou a segunda expedição com reforços para a França Antártica (1557), resumiu o mesmo evento ("Histoire d'un voyage faict en la terre du Brésil", 1578):
"(...) Pouco adiante da subida do rio [de Janeiro, barra da baía da Guanabara], há um rochedo raso, de 100 a 120 passos de circunferência, ao qual denominamos Ratier. À sua chegada, Villegagnon, depois de desembarcar alfaias e artilharia, pensou nele fortificar-se, mas a maré o expulsou dali." (LÉRY, 1972:68)
O mesmo autor prossegue descrevendo como essa posição inicial foi abandonada em favor de outra, mais segura, onde foi iniciado o Forte Coligny:
"Aí aportando, [Villegagnon] desembarcou e tratou imediatamente de alojar-se em um rochedo na embocadura de um braço de mar ou rio de água salgada a que os indígenas chamavam Guanabara e que (como descreverei oportunamente) fica a 23° abaixo do Equador, quase à altura do Trópico de Capricórnio. Mas o mar daí o expulsou. Constrangido a retirar-se avançou quase uma légua em busca de terra e acabou por acomodar-se numa ilha antes deserta, onde, depois de desembarcar sua artilharia e demais bagagens, iniciou a construção de um forte, a fim de garantir-se tanto contra os selvagens como contra os portugueses que viajavam para o Brasil e aí já possuem inúmeras fortalezas." (LÉRY, 1972:22)
Pelo lado português, dispomos do relato do padre José de Anchieta, integrante da frota de Mem de Sá:
"Há uma ilha pequena no meio da vasta baía / que o mar rodeia, de todas as partes, de ondas: / cercam-na rochas e as praias do continente vizinho / donde saem as naus que vão para o oceano / através de estreitas portas, as quais divide uma laje / pela metade. Aí outrora construíram um forte / os franceses: porém carregou-o a força das ondas." ("De Gestis Mendi de Saa". Versos 2540 a 2546.)
Posteriormente, Pero de Magalhães Gandavo referiu a excelência da posição da pedra da Laje para a defesa do Rio de Janeiro:
"(...) a entrada, que é a parte mais estreita [da baía da Guanabara], tem apenas uma milha. No centro ergue-se uma pequena ilha de 56 braças de comprimento por 26 de largura, na qual com facilidade se poderia construir um forte para a defesa do país." (História da Província de Santa Cruz, 1576, p. 45. apud LÉRY, 1972:67)
Nova tentativa de fortificação do local somente se sucedeu em meados do século XVII, com o Forte da Laje.